# Centrum Demokratyczne i Społeczne
Centro Democrático y Social, CDS) było hiszpańską centrową partią polityczną, istniejącą od 1982 do 2005 roku.

## Historia

### Założenie
CDS zostało założone 29 sierpnia 1982 roku przez Adolfo Suáreza, który był głównym architektem transformacji Hiszpanii w kierunku demokracji po śmierci Francisco Franco i pełnił funkcję premiera od 1976 do 1981. Zwolennicy CDS postrzegali to ugrupowanie jako kontynuację Unii Centrum Demokratycznego (UCD).
Po rezygnacji z szefowania rządowi i UCD w styczniu 1981, Suárez postanowił dalej działać wewnątrz ugrupowania. Kiedy nie udało mu się ponownie objąć przewodnictwa w partii w sierpniu 1982 roku założył CDS. Nowe centrystyczne ugrupowanie w październiku tego samego roku ugrupowanie to wypadło kiepsko, otrzymując tylko 2 miejsca w parlamencie.

### Krytyka PSOE
W 1986 roku popularność zwiększyła się gwałtownie. W wyborach w lipcu tego roku, CDS potroiło swój stan posiadania, zdobywając 9.2% głosów. Wielu z tych, którzy głosowali poprzednio na UCD, teraz oddało głos na CDS. W czasie kampanii wyborczej Suárez podkreślał swoje doświadczenie jako szefa rządu, krytykował PSOE za niespełnienie obietnic wyborczych z 1982, opowiadał się za niezależną polityką zagraniczną i postulował reformy ekonomiczne, które poprawią sytuację najbiedniejszych. Przyciągnęło to głosy wielu zawiedzionych przez rządy PSOE.
Podczas wyborów municypalnych i regionalnych z lipca 1987 r. CDS zyskała najwięcej głosów w porównaniu z poprzednimi wyborami. Suárez wzywał do zmniejszenia zależności od USA i opowiadał się za większą rolą państwa w sferze świadczeń socjalnych. Przysporzyło to CDS popularności, zwłaszcza pośród zawiedzionych konserwatywną ekonomiką rządu Gonzaleza.

### Połączenie z AP
Od 1988 roku partia był członkiem Międzynarodówki Liberalnej. 25 marca 1995 roku powstała Unia Centrowa (UC) – federacja złożona z CDS i pomniejszych ugrupowań liberalnych i ekologicznych. Z tego też powodu od listopada 1995 partia nazywana była UC-CDS. Jednak w październiku powróciła do pierwotnej nazwy. Kongres partii w 2005 roku, za przewodnictwa Teresy Gómez-Limón zdecydował o połączeniu się z Partią Ludową (PP). W momencie połączenia CDS liczyło sobie ok. 3 tys. członków. Ugrupowanie to zakończyło oficjalnie swą działalność 18 lutego 2006 r.